# Limnaecia loxoscia
Limnaecia loxoscia là một loài bướm đêm thuộc họ Cosmopterigidae. Nó được tìm thấy ở Úc.